# ویلهلمینا، سوئد
ویلهلمینا، سوئد (به سوئدی: Vilhelmina) یک منطقهٔ مسکونی در سوئد است که در بخش ویلهلمینا واقع شده‌است. ویلهلمینا ۳٫۵۴ کیلومتر مربع مساحت و ۳٬۶۵۷ نفر جمعیت دارد.